# Kebon Cau (Ujung Jaya)
Kebon Cau is een bestuurslaag in het regentschap Sumedang van de provincie West-Java, Indonesië. Kebon Cau telt 3416 inwoners (volkstelling 2010).